# Chiesa di Santa Margherita (Milano)
La chiesa di Santa Margherita, anticamente indicata come Santa Maria di Ghisone, era una chiesa di Milano. Situata nell'attuale angolo tra via Manzoni e via Silvio Pellico, fu demolita nel 1786.

## Storia
La chiesa assieme all'annesso monastero ha origini molto antiche:  secondo il Latuada la chiesa risalirebbe al 912, mentre racconta Paolo Rotta che la chiesa ed il convento sono nominati in documenti risalenti al 963, nel testamento di Ariberto da Intimiano del 1034 e infine nel 1396. Fino al 1138 la chiesa era conosciuta col nome di "Santa Maria di Ghisone", nome dato probabilmente in onore del fondatore del monastero appartenente alla famiglia Ghisoni, per comparire poi con il nome di "Santa Maria e Margherita" ed infine con il nome di "Santa Margherita", da cui peraltro deriva il nome della prima prosecuzione verso il centro di via Manzoni, allora corsia del Giardino. Il monastero viene nominato ancora in una bolla di Papa Pio II del 1459. Il monastero fu soppresso e demolito nell'anno 1786.

## Architettura
La chiesa, ricostruita rispetto alla struttura originale sebbene non si sappia precisamente quando, si presentava ad inizio Settecento con tre altari, di cui il maggiore in marmo ed ornato con una tela di Panfilo Nuvolone rappresentante Santa Margherita. I due altari minori erano invece ornati con una tela di Pietro Magatti della Vergine Maria Immacolata e un San Benedetto: le cappelle con gli altari erano riccamente decorate con marmi e bronzi dorati. La volta della chiesa era invece affrescata da Ferdinando Porta.